# Мегебский язык
Мегебский язык — один из даргинских языков нахско-дагестанской языковой семьи, распространённый на юго-востоке Гунибского района Дагестана. Традиционно рассматривается как диалект единого даргинского языка. Язык испытал значительное влияние аварского языка, прежде всего в лексике.

## Лингвистическая характеристика
По морфологическому строю является эргативным. В отличие от остальных даргинских идиомов, которые имеют только три класса, мегебский включает четыре именных класса: класс мужчин, класс женщин, класс девушек, класс не-лиц. В языке существует пять падежей: абсолютив, эргатив, генетив, датив, комитатив. В языке нет личного показателя 2-го лица, он соответствует показателю 3-го лица.
Вспомогательный глагол саби («есть») замещается экзистенциальным показателем леб («имеется»). В мегебском существует множество явлений, делающие речь непонятной для остальных даргинцев.

## Распространение
Численность носителей составляет около 1300 человек, из них в Мегебе — 845.

## История
Согласно преданию, мегебцы являются выходцами из села Муги. Однако преданию противоречит тот факт, что мегебский и мугинский идиомы совершенно разные. Мегебский близок к кадарскому и мекегинско-мюрегинско-губденской группе идиомов. 
Мегеб со всех сторон окружён аварскими и лакскими сёлами. Подобная многовековая географическая, экономическая и социальная изоляция мегебцев от остальных даргинцев не смогла не оказать существенного влияния на их язык. Он оказался полностью отгороженным от влияния даргинских идиомов акушинской ветви и как бы застыл в своем развитии, сохранив основные черты, бывшие характерными для всех даргинских идиомов в VIII-IX веках. 